# Arthur Napoleon Raymond Robinson
Arthur Napoleon Raymond Robinson (16 de dezembro de 1926 – 9 de abril de 2014; conhecido como A. N. R. ou "Ray" Robinson) foi o terceiro Presidente de Trinidad e Tobago. Ocupou o cargo de 19 de março de 1997 até 17 de março de 2003. Foi também o 3º Primeiro-ministro de Trinidad e Tobago, servindo do dia 18 de dezembro de 1986 até 17 de dezembro de 1991. Ele é reconhecido internacionalmente por seus esforços em prol da criação da Corte Criminal Internacional - ICC (International Criminal Court).
Robinson foi o primeiro ativista político a ser eleito presidente em seu país e o primeiro candidato presidencial que não foi eleito sem oposição, já que havia o candidato de oposição pelo PNM -(People's National Movement: Movimento Nacional Popular indicado pela Justiça Anthony Lucky como candidato desse partido.  Presidente Robinson se meteu em controvérsias durante o seu mandato quando ele se recusou a indicar alguns dos senadores recomendados pelo Primeiro Ministro Basdeo Panday para concorrem a cargos eletivos nas eleições de 2000 e, em 2001, quando ele indicou o líder de oposição do governo de Basdeo Panday o parlamentar Patrick Manning para a posição de Primeiro Ministro depois de encerradas as eleições parlamentares.

## Biografia
Robinson nasceu na ilha de Tobago em 1926 tendo como pais James e Isabella Robinson. Ele foi educado na Escola Metodista Castara, onde seu pai era professor e bispo da igreja daquela escola. Nela, ele obteve o seu certificado de ensino médio com distinção em Latin diante dos demais alunos. Foi para Londres estudar Direito, onde se graduou bacharel pela Universidade de Londres. Em 1951 ele permaneceu no Reino Unido  onde ficou trabalhando numa lanchonete em Inner Temple. Estudou e obteve outras graduações em filosofia, política e economia no St. John's College em Oxford. Robinson returned to Trinidad and Tobago where he practised as a Barrister-at-Law.
Robinson casou-se com Patricia Rawlins e teve dois filhos: David e Ann-Margaret.

### Trajetória Politica
Robinson foi um membro fundador do PNM - People's National Movement (Movimento Nacional Popular), um partido político, e se tornou membro do Parlamento de Trinidad e Tobago pelo estado ou distrito de West Indies Federation entre 1958 e 1960. Em 1961 foi novamente eleito como representante de Tobago. Ele foi o primeiro Ministro das Finanças de seu país (1961 a 1967). Durante a Revolução Black Power de 1970 Robinson saiu do PNM e fundou o partido ACDC - (Action Committee of Dedicated Citizens) Comitê de Ação dos Cidadãos Dedicados, que juntou força com o Partido Democrático dos Trabalhadores DLP(Democratic Labour Party) para contestar as Eleições Gerais de Trinidad e Tobago em 1971; Robinson e o DLP fizeram o boicote às eleições em protesto ao uso de máquinas de votação eletrônica.
Depois das eleições de 1971, o ACDC se tornou o Congresso de Ação Democrática e obteve assentos significativos nas Eleições Gerais de 1976.

## Presidência de Trinidad e Tobago
Presidente Robinson se tornou presidente em 19 de março de 1997 e passou o governo em 17 de março de 2003 a seu sucessor George Maxwell Richards.